# Неймовірні пригоди Шарпей
Неймовірні пригоди Шарпей є спін-оффом «Шкільного мюзиклу» у якому в головних ролях Шарпей Еванс (Ешлі Тісдейл). Фільм розповідає про життя Шарпей Еванс після закінчення школи, намагаючись отримати роль в бродвейському шоу. Фільм був випущений як комбінований пакет Blu-Ray/DVD 19 квітня 2011. На каналі Дісней прем'єра оригінального фільму відбулася 22 травня 2011. Це був перший оригінальний фільм каналу Дісней який був випущений на DVD до транслювання на каналі Дісней.

## Фабула
Фільм починається з того, що Шарпей Еванс (Ешлі Тісдейл) виконує танець номер «Gonna shine» в Country Club Лава-Спрінгс. Там вона зустрічає відомого продюсера Джері Тейлор (Пет Мастрояні), який пропонує їй шанс знятися в його новому шоу на Бродвеї. Шарпей переконує батька дати їй шанс переїхати до Нью-Йорку. Він нерішуче погоджується, але в нього є умова: якщо план не вдасться, то Шарпей змушена буде повернутися до своїх батьків і працювати в Лава-Спрінгс. Шарпей приїжджає до Нью-Йорку до пентхаусу але виявляється, що там не можна жити з собаками. Перебуваючи у відчаї, вона зустрічає Пейтона (Остін Батлер), який пропонує їй однокімнатну квартиру. Шарпей приймає рішення відразу, щоб дізнатися, яке це, але коли Шарпей прийшла до квартири вона закричала від страху, але потів вони з Пейтоном зробили ремонт у стилі Шарпей. Потім Шарпей приходиться на прослуховування, але це насправді не для неї, а для її песика Бой. У той час як Пейтон бачить Шарпей в тяжкому положенні, він приводить її до сцени Мюзік-Радіо-Сіті Холу і вона там виконує «New York's Best Kept Secret», і змушує її почувати себе набагато краще. Там вона зустрічає Ніла Робертса і Джилла Саммса. Коли вона дізнається, що вони хочуть тільки Боя, вона виступає з нам і виконує номер «My Boi and me», але суддям подобалась і Графиня, собака Роджера Еллістона (Бредлі Стівен Перрі). Між ними починається боротьба чия собака попаде у шоу. Ембер Лі Адамс (Камерон Гудман)звільнила свого асистента і Шарпей вирішує стати асистенткою Ембер Лі Адамс, зірки шоу на Бродвеї. Вийшовши з театру, Шарпей погрожує Роджеру, що якщо вона не попаде у шоу, то він матиме серйозні наслідки. Але в цей час їхні песики втекли тому Шарпей і Роджер вирішили об'єднатися, щоб знайти їх. На щастя, Пейтон знаходить їх у театрі. Потім Шарпей підслухала розмову Ембер Лі Адамс, що Шарпей для неї лише помічниця і вона не збирається брати її собаку у шоу, Шарпей заплакала і пішла. Вона з Роджером вирішили звільнити Ембер Лі Адамс і в них це вдається. Але судді вигнали і Шарпей за те що вона зірвала шоу. Пейтон показує кадри для суддів, що вона може бути дівчиною, щоб грати в шоу. Вони наймають Шарпей на головну роль в «Найкращі друзі дівчат».
Шарпей приймає пропозицію, тільки якщо Бой і Графиня розділять роль Шелбі. Шарпей і Пейтон поцілувалися, і вона, нарешті, отримує її мрію виступати на Бродвеї. У кінці батьки Шарпей приїхали до Нью-Йорку, щоб подивитися концерт і там Шарпей виконує «The Rest of my life».

## Акторський склад
- Ешлі Тісдейл як Шарпей Еванс
- Остін Батлер як Пейтон Леверет
- Бредлі Стівен Перрі як Роджер Елісон
- Лорен Колінз як Тіффані Дестині
- Камерон Гудман як Амбер Лі Адамс
- Роерт Кертіс Браун як Венс Еванс
- Джессіка Так як Дарбі Еванс

## Виробництво
Ashley Tisdale, Журнал OK!
Тісдейл є виконавчим продюсером фільму, а також Білл Борден і Баррі Розенбуш, який раніше зробив перші три Шкільні мюзикли. При прийнятті заяви, Гері Марш, президент каналів Дісней по всьому світу, заявив: «У „Шарпей“ Ешлі Тісдейл, викликало до життя одне з найпам'ятніших комедійних персонажів, яких ми бачили за останні роки. Цей фільм захоплює абсолютно досконалим наступним розділом в житті Шарпей, як вона намагається виховати людство, глибоко, глибоко всередині неї —.. складною і веселою діяльністю». Фільм мав назву Неймовірні пригоди Шарпей як робочу назву, потім був перейменований на «Великі ставки», але назву фільму було змінено на Неймовірні пригоди Шарпей.
Колишня актриса Шкільного мюзиклу Ванесса Гадженс висловила зацікавленість у створенні епізодичної ролі у фільмі. 21 травня 2010 року, Тісдейл розповіла MTV, що Гадженс не з'явиться у фільмі, тому що вона «дуже зайнята промоушеном фільмів та інше» але оголосив про те, що буде спеціальний вид гостя.

 8 червня, приєдналися до акторського складу Остін Батлер і Бредлі Стівен Перрі.
Ім'я персонажа Камерон Гудман, ніколи не було офіційно оголошено на каналі Дісней. Під час інтерв'ю 16 лютого 2011, Гудман заявила, що вона грає Емер Лі Адамс.

Зйомки почалися 25 травня 2010 року в Торонто, Канада, і закінчилися 6 липня 2010.
Трейлер фільму був випущений 4 листопада 2010 року на Youtube, і з тих пір був показаний на каналі Дісней.
Фільм був знятий за Prinsessa Productions Ltd. і Borden & Rosenbrush Entertainment.

## Відгуки
Фільм отримав змішані відгуки від критиків. Брайан Орндорф заявив: «Незважаючи на легковажність, неймовірних пригод Шарпей, приємно возитися з коханою принцесою і побалувати кожного, забезпечуючи обмежені витівки з великою харизмою». Девід Нусейра з Reel фільм назвав його «… м'який і дивно низькою рентою …» Джеймс Плат заявив: «Незважаючи на казкові пригоди Шарпей не має тієї ж яскравості та оригінальності, як Шкільний мюзикл, він як і раніше має рожеві розваги, які повинні радувати цільову аудиторію, в основному дітей і дівчаток-підлітків (і хлопчиків, які люблять Тісдейл)». Фільм отримав 4 900 000 глядачів на прем'єрі каналу Дісней 22 травня 2011.

## Саундтрек
22 травня 2010, Тісдейл підтвердила, що вона записує музику до фільму. Термін підтвердив, чотири оригінальних пісні будуть показані у фільмі. Автор пісень Емі Паувер заявила на її офіційному сайті, що Тісдейл записала пісні «My Boi and Me» і «The Rest of My Life» (обидві були написані в співавторстві з Меттью Тішлер) для фільму. У прес-релізі на каналі Дісней, «I'm Gonna Shine» (автор Ренді Петерсен і Кевін Куінн) і «New York's Best Kept Secret» (автор Девід Лоуренс і Фей Грінберг) були підтверджені як дві інших оригінальних пісні, які будуть впроваджені в фільмі.

## Реліз
Фільм був випущений на Blu-ray і DVD 19 квітня 2011 в трьох різних форматах: автономний DVD, 2 диски DVD і Blu-Ray Combo Pack, а також обмежений набір видання, який включає в себе фільм на DVD, Blu-Ray, і цифровому форматі, а також рожевий гаманець. Blu-Ray Disc входять ляпи і дві короткометражки: «Еволюція Шарпей» і «Камера Остіна: Остін Батлер Студентський фільм». Було продано 234 000 копій на першому тижні, він дебютував під номером дев'ять на діаграмі DVD продажу. Після шести тижнів релізу, було продано понад 400 000 екземплярів і склав понад $ 7 мільйонів доларів.

### Міжнародний реліз
| Країна / Регіон                    | Мережа (и)                                | Прем'єра         | Назва                                  |
| ---------------------------------- | ----------------------------------------- | ---------------- | -------------------------------------- |
| Португалія                         | Disney Channel Portugal                   | 20 травня, 2011  | A Fabulosa Aventura de Sharpay         |
| США                                | Disney Channel                            | 22 травня, 2011  | Sharpay's Fabulous Adventure           |
| Канада                             | Family Channel                            | 27 травня, 2011  | Sharpay's Fabulous Adventure           |
| Ірландія Велика Британія           | Disney Channel United Kingdom and Ireland | 27 травня, 2011  | Sharpay's Fabulous Adventure           |
| Бруней Малайзія                    | Disney Channel Malaysia                   | 28 травня, 2011  | Sharpay's Fabulous Adventure           |
| Камбоджа Індонезія Таїланд В'єтнам | Disney Channel Asia                       | 28 травня, 2011  | Sharpay's Fabulous Adventure           |
| Філіппіни                          | Disney Channel Philippines                | 28 травня, 2011  | Sharpay's Fabulous Adventure           |
| Сінгапур                           | Disney Channel Singapore                  | 28 травня, 2011  | Sharpay's Fabulous Adventure           |
| Аргентина Колумбія Мексика         | Disney Channel Latin America              | 29 травня, 2011  | La Fabulosa Aventura de Sharpay        |
| Бразилія                           | Disney Channel Brazil                     | 29 травня, 2011  | A Fabulosa Aventura da Sharpay         |
| Іспанія                            | Disney Channel Spain                      | 27 червня, 2011  | La Fabulosa Aventura de Sharpay        |
| Ізраїль                            | Disney Channel Israel                     | 30 червня 2011   | שארפיי                                 |
| Тайвань                            | Disney Channel Taiwan                     | 16 липня 2011    | 夏培的星光大道                         |
| Австралія Нова Зеландія            | Disney Channel Australia                  | 30 липня 2011    | Sharpay's Fabulous Adventure           |
| Японія                             | Disney Channel Japan                      | 13 серпня 2011   | シャーペイのファビラス・アドベンチャー |
| Данія Фінляндія Норвегія Швеція    | Disney Channel Scandinavia                | 26 серпня 2011   | Sharpay's Fabolous Adventure           |
| Arab World                         | Disney Channel Middle East                | 10 вересня 2011  | Sharpay's Fabulous Adventure           |
| Боснія і Герцеговина Сербія        | Disney Channel Serbia                     | 10 вересня 2011  | Šarpejina neverovatna avantura         |
| Болгарія                           | Disney Channel Bulgaria                   | 10 вересня 2011  | Невероятното приключение на Шарпей     |
| Кіпр Греція                        | Disney Channel Greece                     | 10 вересня 2011  | Η Απίστευτη Περιπέτεια της Σάρπεϊ      |
| Чехія Словаччина                   | Disney Channel Czech Republic             | 10 вересня 2011  | Sharpay a její báječné dobrodružství   |
| Угорщина                           | Disney Channel Hungary                    | 10 вересня 2011  | Sharpay csillogó kalandja              |
| Румунія                            | Disney Channel Romania                    | 10 вересня 2011  | Minunata aventură a lui Sharpay        |
| Польща                             | Disney Channel Poland                     | 10 вересня 2011  | Boska przygoda Sharpay                 |
| Туреччина                          | Disney Channel Turkey                     | 10 вересня 2011  | Sharpay'in Göz Alıcı Macerası          |
| Нідерланди                         | Disney Channel Netherlands and Flanders   | 16 вересня 2011  | Sharpay's Fabulous Adventure           |
| Росія                              | Disney Channel Russia                     | 17 вересня 2011  | Шикарное приключение Шарпей            |
| Італія                             | Disney Channel Italy                      | 24 вересня 2011  | Sharpay's Fabulous Adventure           |
| Україна                            | Disney Channel Ukraine                    | 10 Вересня, 2011 | Неймовірні пригоди Шарпей              |
| Німеччина                          | Disney Channel Germany                    | Жовтень 2011     | Sharpay's fabelhafte Welt              |
| Франція                            | Disney Channel France                     | 3 січня 2012     | La Fabulous Aventure de Sharpay        |
| Словаччина                         | TV JOJ                                    | 7 січня 2012     | Šarpej a jej rozprávkové dobrodružstvá |